# Slovenska akademija znanosti i umjetnosti
Slovenska akademija znanosti i umjetnosti (SAZU; slo. Slovenska akademija znanosti in umetnosti), najviša je znanstvena ustanova za znanost i umjetnost u Republici Sloveniji. 

## Povijest
Njeno osnivanje datira u vrijeme poslije 1. svjetskog rata; 1921. osnovano je Znanstveno društvo za humanistične vede, koje je bilo jezgra buduće Akademije, koja je osnovana 1937., a 1938. je imenovano prvih 18 redovnih članova. Prvi predsjednik je bio Rajko Nahtigal, a tajnik Gregor Krek. Prema uredbi iz 1938. Akademija je imala 4 razreda: filozofsko-filološko-povijesni, pravni, matematičko-prirodnoznanstveni i umjetnički. Članovi su počasni, redoviti i dopisni. Godine 1948. Akademija znanosti in umetnosti promijenila je ime u Slovenska akademija znanosti in umetnosti. 
Akademija danas ima 6 razreda:
1. za povijesne i društvene znanosti
2. za filološke i literarne znanosti
3. za matematičke, fizikalne i tehničke znanosti
4. za prirodoslovne znanosti
5. za umjetnosti
6. za medicinske znanosti

## Vanjske poveznice
- Slovenska akademija znanosti i umjetnosti